# 스트래스클라이드 대학교
스트래스클라이드 대학교(University of Strathclyde, Oilthigh Shrath Chluaidh)는 스코틀랜드 글래스고에 위치한 공립 연구형 대학이다. 1796년에 'Andersonian Institute'라는 교명으로 설립되었으며 글래스고에서 2번째로 오래된 대학이다. 영국 최초의 공과대학이다. 교명은 100개국 이상 출신의 학생과 직원이 있는, 학생 수 면에서 스코틀랜드에서 3번째로 큰 대학인 역사적인 어스트라드클리드에서 기원한다.